# 益州
益州（えきしゅう）は、中国にかつて存在した州。現在の四川盆地と漢中盆地一帯を指す。

## 先秦時代
殷代には巴人と蜀人の居住地であった。近年、四川省徳陽市広漢市で三星堆遺跡が発掘され、3・4千年前にこの地に存在した古代文明の存在が明らかになった。戦国末期に秦が巴と蜀を滅ぼすとこの地に巴郡及び蜀郡が設置された。

## 秦漢時代
紀元前106年（元封5年）、漢の武帝が全国を13州に分割した際、益州を設置した。前漢の益州は、漢中郡・広漢郡・蜀郡・犍為郡・越巂郡・益州郡・牂牁郡・巴郡の8郡を管轄した。
前漢末には軍閥の公孫述が益州を占拠したが、光武帝に攻め滅ぼされている。後漢の益州は、漢中郡・巴郡・広漢郡・蜀郡・犍為郡・牂牁郡・越巂郡・益州郡・永昌郡・広漢属国・蜀郡属国・犍為属国の12郡国118県を管轄した。後漢末期に州牧設置を建言した劉焉が自ら名乗り出て益州に赴任し、現地の豪族の助力を得て地方政権を築いたが、子の劉璋の代に劉備の進駐軍に滅ぼされた。

## 魏晋南北朝時代
三国時代には劉備が益州を占拠し蜀（蜀漢）を建国したが、魏に攻め滅ぼされた。263年（景元4年）には州北部に梁州が置かれ、271年（泰始7年）には西晋により州南部に寧州が設置され、益州の管轄区域は大幅に縮小されている。西晋の益州は蜀郡・犍為郡・汶山郡・漢嘉郡・江陽郡・朱提郡・越巂郡・牂牁郡の8郡44県を管轄した。
五胡十六国時代には李特により益州において成漢が建国されたが、東晋により攻め滅ぼされた。その後譙縦が益州で反乱を起こし、後蜀を号したが、まもなく鎮圧された。

## 隋代
隋初には益州は7郡19県を管轄した。582年（開皇2年）、新州の玄武郡が廃止され、その管轄県の伍城県が益州に移管された。583年（開皇3年）、隋が郡制を廃すると、益州の属郡は廃止された。607年（大業3年）に州が廃止されて郡が置かれると、益州は蜀郡と改称され、下部に13県を管轄した。隋代の行政区分に関しては下表を参照。
| 隋代の行政区画変遷 | 隋代の行政区画変遷               | 隋代の行政区画変遷          | 隋代の行政区画変遷          | 隋代の行政区画変遷 | 隋代の行政区画変遷 | 隋代の行政区画変遷 | 隋代の行政区画変遷 | 隋代の行政区画変遷 | 隋代の行政区画変遷 | 隋代の行政区画変遷                                                                     |
| 区分               | 開皇元年                         | 開皇元年                    | 開皇元年                    | 開皇元年           | 開皇元年           | 開皇元年           | 開皇元年           | 開皇元年           | 区分               | 大業3年                                                                                |
| ------------------ | -------------------------------- | --------------------------- | --------------------------- | ------------------ | ------------------ | ------------------ | ------------------ | ------------------ | ------------------ | -------------------------------------------------------------------------------------- |
| 州                 | 益州                             | 益州                        | 益州                        | 益州               | 益州               | 益州               | 益州               | 新州               | 郡                 | 蜀郡                                                                                   |
| 郡                 | 蜀郡                             | 犍為郡                      | 九隴郡                      | 広漢郡             | 晋熙郡             | 金淵郡             | 武康郡             | 玄武郡             | 県                 | 成都県 郫県 双流県 新津県 晋原県 清城県 九隴県 雒県 綿竹県 金淵県 陽安県 平泉県 玄武県 |
| 県                 | 成都県 温江県 郫県 新繁県 広都県 | 僰道県 新津県 晋原県 清城県 | 九隴県 青陽県 隴泉県 興固県 | 雒県 新都県        | 陽泉県             | 金淵県             | 陽安県 婆閏県      | 伍城県             | 県                 | 成都県 郫県 双流県 新津県 晋原県 清城県 九隴県 雒県 綿竹県 金淵県 陽安県 平泉県 玄武県 |

## 唐代
618年（武徳元年）、唐により蜀郡は益州と改められ、成都・雒・九隴・郫・双流・新津・晋原・青城・陽安・金水・平泉・玄武・綿竹の13県を管轄した。742年（天宝元年）、益州は蜀郡と改称された。757年（至徳2載）、蜀郡は成都府に昇格し、剣南西川節度使が置かれた。

## 宋代以降
981年（太平興国6年）、北宋により成都府は益州に降格された。988年（端拱元年）、益州は成都府の称にもどされた。994年（淳化5年）、成都府は益州に降格され、剣南西川節度が廃止された。1060年（嘉祐5年）、益州は成都府の称にもどされた。成都府は成都府路に属し、成都・華陽・新都・郫・双流・温江・新繁・広都・霊泉の9県を管轄した。
元により成都府は成都路と改められた。成都路は四川等処行中書省に属し、録事司と9県7州州領11県を管轄した。
1371年（洪武4年）、明により成都路は成都府と改められた。成都府は四川省に属し、6州25県を管轄した。
清のとき、成都府は四川省に属し、3州13県を管轄した。
1913年、中華民国により成都府は廃止された。